# Беров и Хоринек
„Бѐров и Хо̀ринек“ е текстилно акционерно дружество основано през 1904 г. от Димитър Беров и Антон Хоринек в София.
Първата софийска фабрика за вълнен текстил е построена през 1906 г. с основен капитал 187 105 лева, с 40 работници. През 1912 г. е с основен капитал 628 825 лева и 200 работници. Поради финансови затруднения фабриката е продадена на белгийско акционерно дружество през 1921 – 1922 г. Фабриката е разширена и модернизирана през 1926 – 1928 г. В нея има собствено предачно ателие. Произвеждат се вълнени платове и одеяла. Поради стопанската криза от 1929 – 1933 г. фабриката реализира значителни загуби, а през 1947 г. е национализирана. След това е експериментална база към държавното стопанско обединение „Текстил“.